# Β-Carotin-15,15′-Dioxygenase
Beta-Carotin–15,15′-Dioxygenase (BCO1) ist das Enzym, das β-Carotin in zwei Moleküle Retinal zerlegt und so als Vitamin A aktiviert. Dieser Vorgang findet beim Menschen vor allem im Darm, aber auch in Epithelzellen der Netzhaut, Leber und Nieren statt. Seltene Mutationen im menschlichen BCO1-Gen können zu erblicher Hypercarotinämie mit Vitamin-A-Mangel führen.
BCO1 gehört zu den Carotinoid-Oxygenasen und hat sich mit den mehrzelligen Tieren entwickelt. Homologe Proteine sind in einigen wenigen Bakterienarten vorhanden.

## Katalysierte Reaktion

Oxidativer Abbau von β-Carotin (oben) unter Einwirkung von 15,15′-Dioxygenase führt über ein Dioxetan (Mitte) zu zwei Äquivalenten all-trans-Retinal (unten).